# Wahlenbergia pinifolia
Wahlenbergia pinifolia là loài thực vật có hoa trong họ Hoa chuông. Loài này được N.E.Br. miêu tả khoa học đầu tiên năm 1895.